# Dactyladenia dinklagei
Espèce
Classification APG III (2009)
Statut de conservation UICN

 VU A1c+2c : Vulnérable
 A1c, B1+2c 
Dactyladenia dinklagei  est une espèce de plantes à fleurs de la famille des Chrysobalanaceae. C'est un arbre endémique au Ghana.
L'épithète spécifique dinklagei rend hommage au botaniste allemand Max Julius Dinklage.

## Synonymes
Acioa dinklagei Engl.

## Description
C'est un arbre atteignant 9 m de haut.

## Répartition
Endémique à la forêt primaire du Ghana, l'espèce est menacée par la déforestation.